# Kabouter
Cet article concerne la créature du petit peuple. Pour la récompense, voir Gouden Kabouter. Pour les autres significations, voir Kabouter (homonymie).

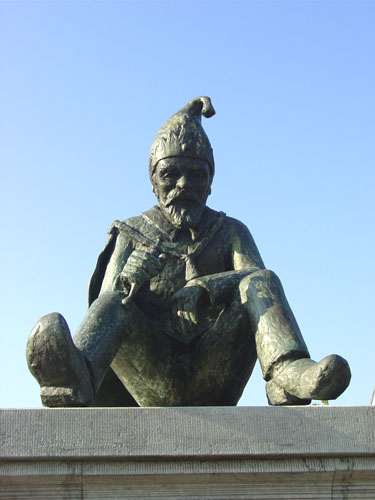
Statue de Kabouter à Hoogeloon, Pays-Bas

Le Kabouter est une créature du petit peuple propre aux Flandres, à la Belgique (appelé « nuton » en Belgique francophone) et aux Pays-Bas. Il est comparable au gnome et au lutin français. Il est reconnaissable à son capuchon rouge et à sa barbe blanche. Les Kabouters portent de longues barbes touffues (contrairement aux nains, qui n'ont pas toujours des barbes touffues) et de grands chapeaux rouges pointus. Ils sont normalement timides avec les humains. Ils sont similaires aux « brownies » du folklore anglais. 
L'illustrateur néerlandais Rien Poortvliet a joué un rôle important dans la tradition moderne du Kabouter avec son livre de 1976 Les Gnomes (en néerlandais Leven en werken van de Kabouter)  sur des textes de Wil Huygen. Rien Poortvliet estime l'âge maximum moyen à 350 ans. Ils meurent alors de vieillesse, car selon lui, ces créatures ne meurent jamais d'une maladie. Les kabouters sont parfois la proie de prédateurs tels que les martres et les félins. Ces lutins sont des végétariens qui se nourrissent de noix, de graines, de fruits et de racines. Leur nourriture préférée serait les myrtilles. De plus, ils fument régulièrement la pipe le soir et boivent de l'alcool dans de petites tasses en bois.
Le terme « kabouter » a été adopté par un mouvement hippie des années 1970 à Amsterdam qui est né du mouvement libertaire Provo ; l'un de ses représentants les plus connus est Roel van Duijn,.